# Wayne Walter Dyer
Dr. Wayne Walter Dyer (Detroit, Michigan, 10 de maio de 1940 - Maui, Havaí, 30 de agosto de 2015) foi um psicólogo, escritor, e palestrante motivacional norte-americano. Ao longo de sua vida, escreveu mais de 30 livros entre obras de autoajuda para adultos e crianças, 19 deles traduzidos para o português, tendo sido um convidado recorrente nos talk shows de Oprah Winfrey e Ellen DeGeneres.

## Biografia
Viveu parte da sua infância e adolescência em um orfanato na cidade de Detroit, depois que seu pai abandonou a família. Mais tarde, acabou sendo adotado por um casal que apesar de rigorosos, o acolheram com amor.
Ao terminar o ensino médio, serviu por quatro anos na Marinha dos Estados Unidos, entre 1958 e 1962. 
Em 1976, publicou seu primeiro livro Your Erroneous Zones (português: Seus Pontos Fracos), inspirado na psicologia humanista de Abraham Maslow. O livro vendeu mais de 30 milhões de cópias, tornando-se um dos livros mais vendidos de todos os tempos. Mais tarde, Wayne passou a publicar várias de suas obras pela Hay House, editora fundada em 1987 por sua amiga e também escritora, Louise Hay.
A partir da década de 1990, Dyer passou a dar maior ênfase à abordagem espiritual e filosófica em suas obras, destacando suas influências do Novo Pensamento, e das tradições indianas e taoistas. Ainda nesse período, colaborou com Deepak Chopra na promoção de práticas integrativas, incluindo a medicina alternativa.
Formado em Educação pela Wayne State University, onde obteve um doutorado em orientação e aconselhamento, Dyer também integrou o corpo docente da St. Jonh’s University, em Nova Iorque. Tornou-se amplamente conhecido como conferencista e colaborador em periódicos, além de participar com frequência de programas televisivos e radiofônicos.
Em 2009, Wayne Dyer anunciou que tinha leucemia linfoide crônica, declarando mais tarde ter tratado a doença através do pensamento positivo.

## Morte
Ele morreu no dia 30 de agosto de 2015, em sua casa no Havaí, vítima de ataque cardíaco.

## Livros em português
- Seus Pontos Fracos
- A Força Invisível
- A Força Da Intenção
- O Céu É O Limite
- Chega De Tristeza
- Crer Para Ver
- Muitos Mestres
- Os 10 Segredos Para O Sucesso E A Paz Interior
- Não Se Deixe Manipular Pelos Outros
- Para Todo Problema Há Uma Solução
- Pensamentos De Sabedoria
- O Que Você Realmente Quer Para Seus Filhos
- Realize Seu Destino
- Sabedoria Para Todos Os Dias
- Seu Eu Sagrado
- A Verdadeira Magia
- Vida Em Equilíbrio
- As Suas Zonas Mágicas

## Filmografia
- The Shift (2009)
- Day & Night (2010)[11]